# Challenger de Israel 2016
El torneo Israel Open 2016 es un torneo profesional de tenis. Pertenece al ATP Challenger Series 2016. Se disputará su 5.ª edición sobre superficie dura, en Ra'anana, Israel entre el 28 de marzo al el 3 de abril de 2016.

## Jugadores participantes del cuadro de individuales
| Favorito | País                  | Jugador             | Rank1 | Posición en el torneo |
| -------- | --------------------- | ------------------- | ----- | --------------------- |
| 1        | Bandera de Rusia      | Yevgueni Donskoi    | 82    | CAMPEÓN               |
| 2        | Bandera de Israel     | Dudi Sela           | 84    | Semifinales           |
| 3        | Bandera de Lituania   | Ričardas Berankis   | 86    | FINAL                 |
| 4        | Bandera de Eslovaquia | Lukáš Lacko         | 97    | Primera ronda         |
| 5        | Bandera de Italia     | Thomas Fabbiano     | 110   |                       |
| 6        | Bandera de Rusia      | Konstantin Kravchuk | 131   | Cuartos de final      |
| 7        | Bandera de Turquía    | Marsel İlhan        | 137   | Segunda ronda         |
| 8        | Bandera de Suiza      | Marco Chiudinelli   | 139   | Cuartos de final      |

- 1 Se ha tomado en cuenta el ranking del 21 de marzo de 2016.

### Otros participantes
Los siguientes jugadores recibieron una invitación (wild card), por lo tanto ingresan directamente al cuadro principal (WC):
- Dekel Bar
- Daniel Cukierman
- Tal Goldengoren
- Edan Leshem

Los siguientes jugadores ingresan al cuadro principal tras disputar el cuadro clasificatorio (Q):
- Lucas Miedler
- Alexis Musialek
- Frederik Nielsen
- Gianluigi Quinzi

## Campeones

### Individual Masculino
- Yevgueni Donskoi derrotó en la final a  Ričardas Berankis,

### Dobles Masculino
- Konstantin Kravchuk /  Denys Molchanov derrotaron en la final a  Jonathan Erlich /  Philipp Oswald, 4–6, 7–6(1), [10–4]